# 訃報 1996年10月
訃報 1996年10月（ふほう 1996ねん10がつ）では、1996年（平成8年）10月中に物故した、又は物故が報じられた人物についてまとめる。

## （1日 - 15日）

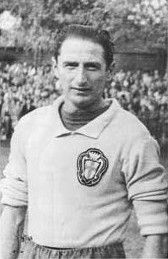
シルヴィオ・ピオラ / 10月4日没

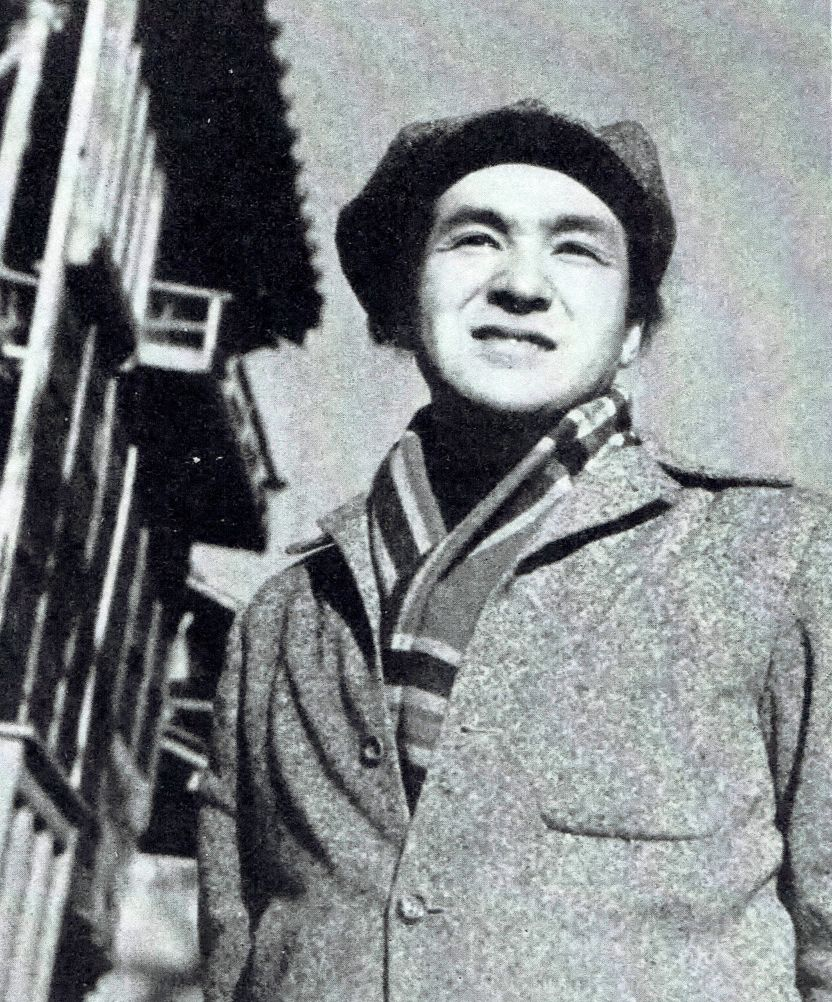
小林正樹 / 10月4日没

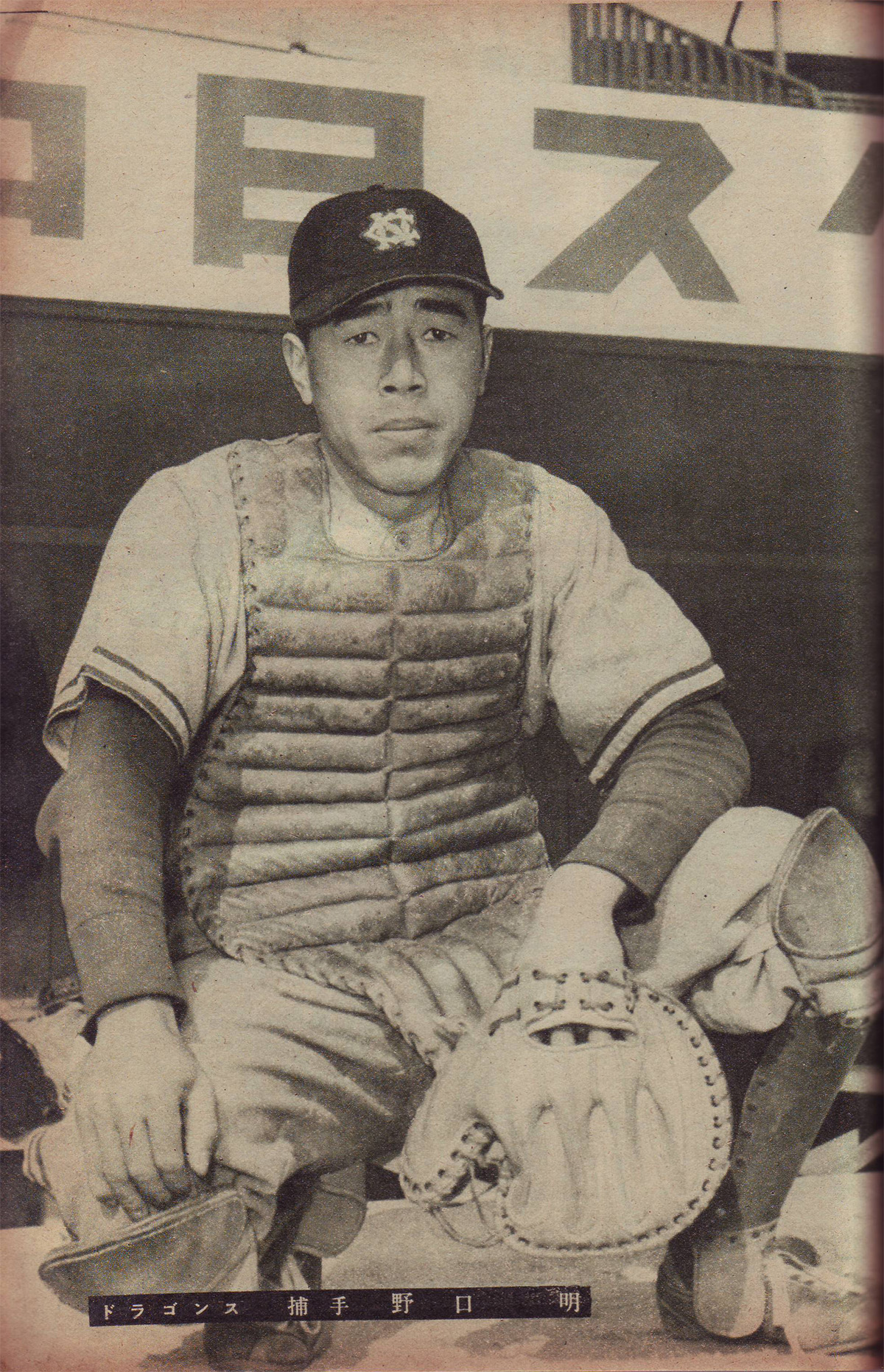
野口明 / 10月5日没

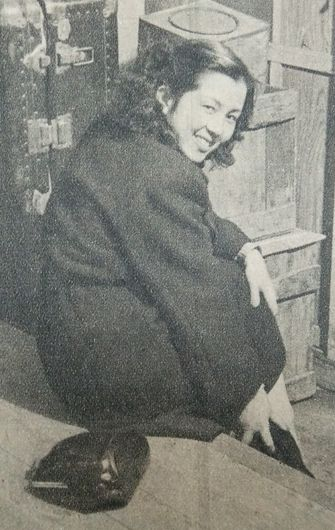
若原春江 / 10月6日没

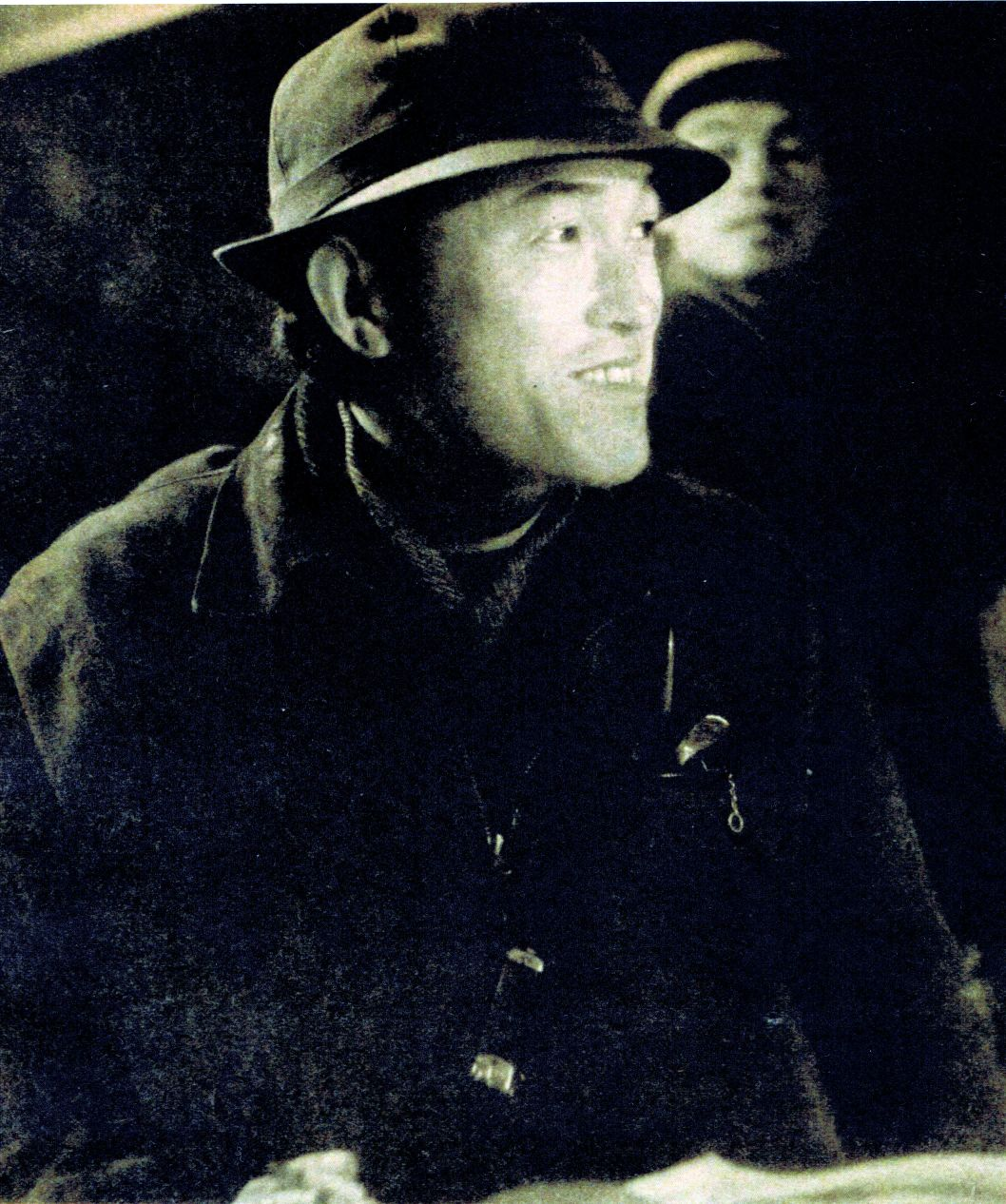
杉江敏男 / 10月10日没

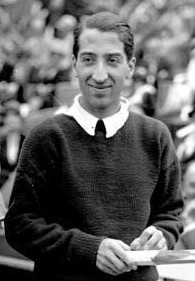
ルネ・ラコステ / 10月12日没

- 10月1日 - 塚本信夫、俳優（* 1933年）
- 10月2日 - 福山象三、俳優（* 1929年）
- 10月4日 - シルヴィオ・ピオラ、サッカー選手（* 1913年）
- 10月4日 - 小林正樹、映画監督（* 1916年）
- 10月5日 - 野口明、元プロ野球選手（* 1917年）
- 10月5日 - シーモア・クレイ、スーパーコンピュータ設計者（* 1925年）
- 10月5日 - 峰雪栄、小説家（* 1917年）
- 10月6日 - 若原春江、女優、歌手（* 1919年）
- 10月6日 - 朴重国、政治家（* 1928年）
- 10月8日 - 小野十三郎、詩人（* 1903年）
- 10月9日 - 増岡正剛、実業家・増岡組3代目社長（* 1932年）
- 10月10日 - 杉江敏男、映画監督（* 1913年）
- 10月12日 - ルネ・ラコステ、テニス選手（* 1904年）
- 10月13日 - 戸井田三郎、政治家・元厚生大臣（* 1918年）
- 10月14日 - 大久保武雄、政治家・元労働大臣（* 1903年）

## （16日 - 31日）

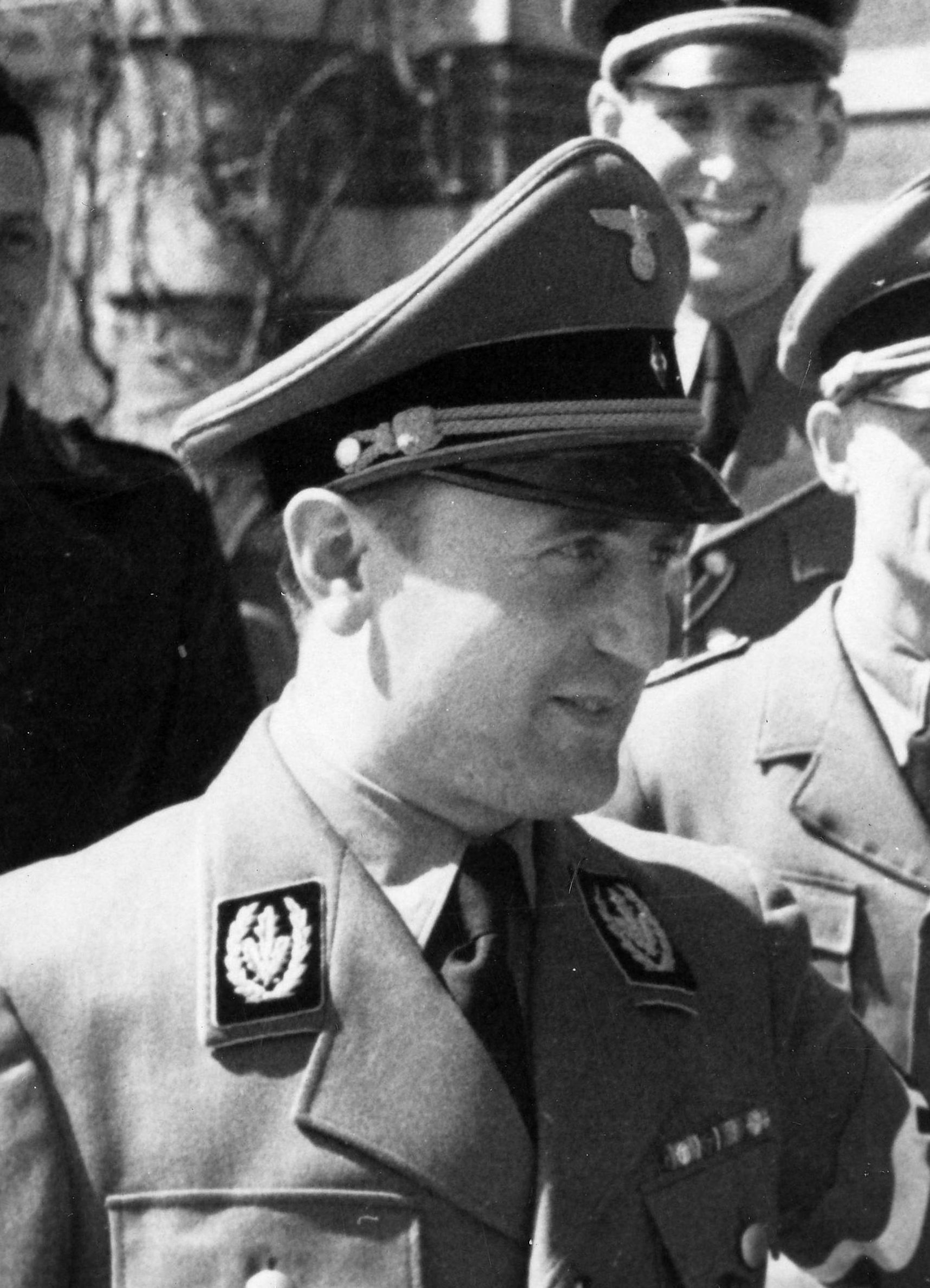
アルトゥール・アクスマン / 10月24日没

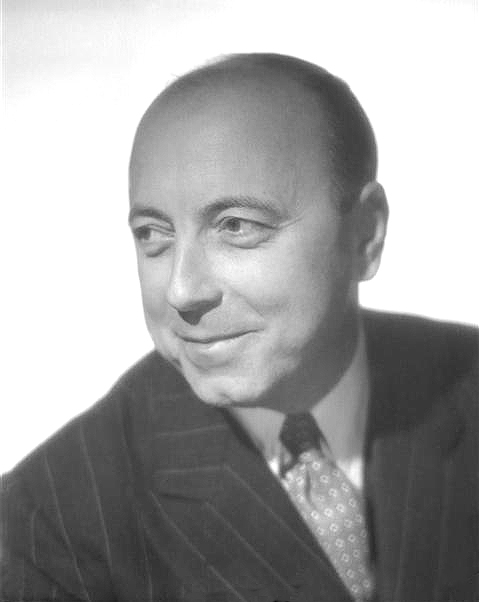
マルセル・カルネ / 10月31日没

- 10月15日 - 伊村光、銀行家（* 1914年）
- 10月19日 - 三宅義夫、経済学者（* 1916年）
- 10月22日 - 谷村裕、大蔵官僚・元大蔵事務次官（* 1916年）
- 10月24日 - アルトゥール・アクスマン、政治家（* 1913年）
- 10月28日 - 岸田九一郎、日本映画の照明技師（* 1907年）
- 10月31日 - マルセル・カルネ、映画監督（* 1906年）
- 10月31日 - 滝本利一郎、作曲家・元大分放送編成部長（* 1910年）